# (812) Adele
(812) Adele es un asteroide perteneciente al cinturón de asteroides descubierto en 1915 por Serguéi Ivánovich Beliavski.

## Descubrimiento y denominación
Adele fue descubierto por Serguéi Beliavski el 8 de septiembre de 1915 desde el observatorio de Simeiz en Crimea e independientemente por Max Wolf el 11 de septiembre del mismo año desde el observatorio de Heidelberg-Königstuhl, Alemania. Se designó inicialmente como 1915 XV y, posteriormente, a propuesta de Max Wolf, se nombró por un personaje de Die Fledermaus, una ópera de Johann Strauss.

## Características orbitales
Adele está situado a una distancia media del Sol de 2,659 ua, pudiendo alejarse hasta 3,103 ua. Su inclinación orbital es 13,32° y la excentricidad 0,167. Emplea 1584 días en completar una órbita alrededor del Sol.

## Características físicas
La magnitud absoluta de Adele es 11,7 y su periodo de rotación de 5,859 horas.